# Jasim Al-Salatna
Jasim Abbas Al-Salatna (født 23. marts 1989 i Bahrain) er en bahrainsk håndboldspiller, der spiller for Al-Ahli og Bahrain håndboldlandshold.
Han deltog under VM i håndbold 2017 i Frankrig.